# اولها کولکووا
اولها کولکووا (اوکراینی: Ольга Олексіївна Колкова؛ زادهٔ ۲۹ مهٔ ۱۹۵۵) قایقران روئینگ اهل اتحاد جماهیر شوروی سوسیالیستی است.